# Wikipedia tiếng Đức Pennsylvania
Wikipedia tiếng Đức Pennsylvania là một bản tiếng Đức Pennsylvania của Wikipedia, một từ điển bách khoa toàn thư mở và miễn phí. Dự án bắt đầu hoạt động từ tháng 3 năm 2006. Hiện phiên bản này có tổng cộng 2032 bài viết tính đến năm 2025.